# 田辺運河
田辺運河（たなべうんが）は、神奈川県川崎市川崎区に存在する運河。京浜工業地帯である川崎区南側の埋立地を通っている。

## 地理

### 隣接している区画・運河

#### 区画
- 扇町
- 白石町
- 大川町
- 田辺新田

#### 運河
- 南渡田運河
- 京浜運河

南渡田運河とは田辺運河の北端で、京浜運河とは田辺運河の南端で隣接している。

## 命名由来
隣接する区画「田辺新田（たなべしんでん）」に由来する。

## 船舶関連
京浜運河との合流点あたりは、「京浜運河第1区」として横浜海上保安部の管轄下にある。信号次第では、この運河から京浜運河に出る事が一時的になる場合がある。
座標: 北緯35度29分56秒 東経139度42分56秒 / 北緯35.49889度 東経139.71556度